# Кабус-Наме

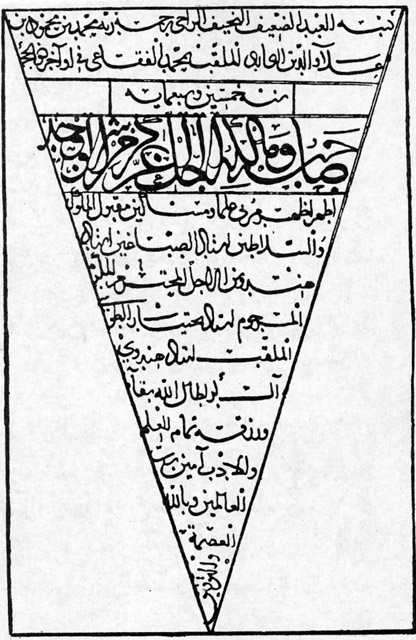
Остання сторінка рукопису Кабус-наме, що зберігається в бібліотеці Національного музею Ірану, датована 1349 роком.

Кабус-наме («Книга Кавуса» або «Записки Кавуса») — твір, написаний Кекавусом для свого сина Гіляншаха. Книга є енциклопедією таджицької та перської прози. Є цінною педагогічною працею, має сорок дві глави про поведінку в суспільстві, ведення господарства, служіння володарю, про правила правління, виховання спадкоємця тощо. Твір, написаний у жанрі повчання (наказу), містить оповідання й вислови мудреців, прості за стилем, викладені живо й цікаво.
У середньовіччі «Кабус-наме» була настільною книгою правителів, релігійних діячів, науковців і вчителів. Твір, будучи джерелом моралі, відігравав важливу роль у вихованні молодого покоління впродовж багатьох століть.

## Зміст
- Передмова

1. Перша глава. Про пізнання Всевишнього Бога
2. Друга глава. Про чесноти Пророка
3. Третя глава. Про віддання дяки Богу
4. Четверта глава. Про користь від молитви
Про роздавання милостині
5. П'ята глава. Про шанування батька й матері
6. Шоста глава. Про те, що мистецтво корисніше високого походження
7. Сьома глава. Про правила спілкування
8. Восьма глава. Про заповіт Нуширвана
9. Дев'ята глава. Про стан молодості та старості
10. Про правила харчування й пиття
11. Одинадцята глава. Про пиття
12. Дванадцята глава. Про приймання та пригощання гостей
13. Тринадцята глава. Про гру в карти й шахи
14. Чотирнадцята глава. Про кохання та закоханість
15. П'ятнадцята глава. Про володіння
Про лазню взимку та влітку
16. Шістнадцята глава. Про користь і шкоду сну
17. Сімнадцята глава. Про полювання
18. Вісімнадцята глава. Про гру у м'яч
19. Дев'ятнадцята глава. Про війну
20. Двадцята глава. Яким способом можна нажити гроші
21. Двадцять перша глава. Про доручення
22. Двадцять друга глава. Про купівлю нерухомого майна
23. Двадцять третя глава. Про купівлю коней
24. Двадцять четверта глава. Про одруження
25. Двадцять п'ята глава. Про виховання дітей
26. Двадцять шоста глава. Про дружбу з людьми
27. Двадцять сьома глава. Про те, як остерігатись ворогів
28. Двадцять восьма глава. Про покарання та пробачення проступків
29. Двадцять дев'ята глава. Про виконання різних обов'язків
30. Тридцята глава. Про правила продажу й купівлі
31. Тридцять перша глава. Про лікарів і медицину
32. Тридцять друга глава. Про астрологію
Про геометрію й арифметику
33. Тридцять третя глава. Про співи та співаків
34. Тридцять четверта глава. Про гру на музичних інструментах
35. Тридцять п'ята глава. Про служіння царям
36. Тридцять шоста глава. Про правила бесіди з царями
37. Тридцять сьома глава. Про писарів і секретарів
38. Тридцять восьма глава. Про посаду візира
39. Тридцять дев'ята глава. Про посаду військового міністра
40. Сорокова глава. Про обов'язок падишаха
41. Сорок перша глава. Про землеробство та інші господарські роботи
42. Сорок друга глава. Про великодушність і щедрість